# Museo del Mare (Neapel)

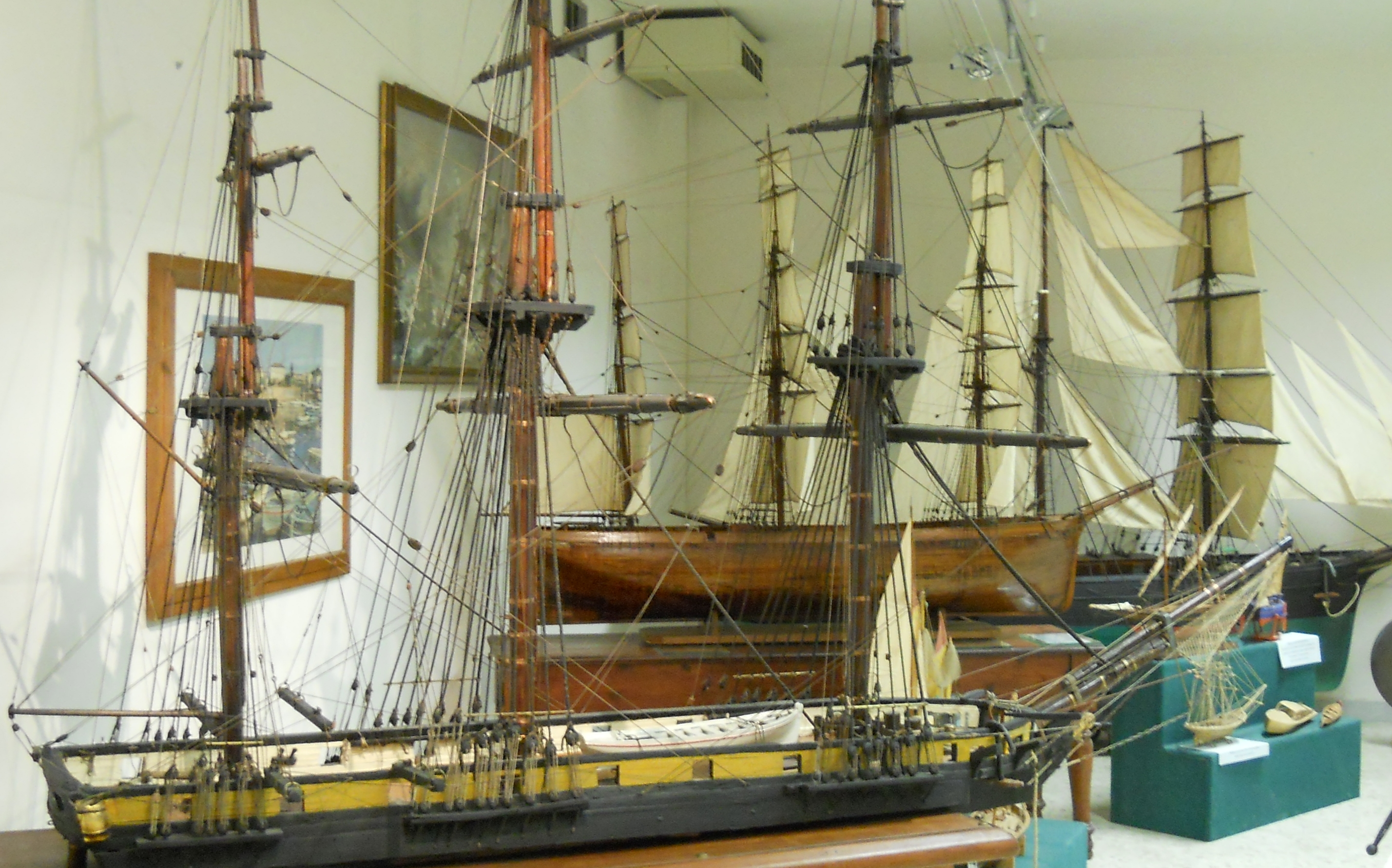
Blick in einen der Ausstellungsräume

Das Museo del Mare di Napoli (ital., dt. „Meeresmuseum Neapel“) ist ein öffentlich zugängliches Museum, das an die Fachoberschule Istituto Nautico in Neapel angegliedert ist. Es dient der musealen Rezeption der Schifffahrtsgeschichte der Region Kampanien und insbesondere der Stadt Neapel. Besonders wertvoll sind die Schiffsmodelle, die als Lehrobjekte des Istituto Nautico und seiner Vorläufer übernommen wurden.

## Das Museum
Es wurde 1992 in Bagnoli, einem Vorort von Neapel, gegründet. Seit 1997 ist es Mitglied der Assoziazione dei Musei del Mare del Mediteraneo und seit 2007 gehört es zu den Musei di interesse regionale dalla Regione Campania (ital., dt. etwa „Museen mit Bezug auf die Region Kampanien“). Es ist außerdem Mitglied in internationalen Museumsverbänden, z. B. Schifffahrtsmuseen Europas. In verschiedenen Räumen werden über 2000 meist technische Objekte aus den letzten drei Jahrhunderten präsentiert. Neben den Schiffsmodellen bilden Anlagen des Schiffsfunks einen Schwerpunkt der Sammlung. Eine Bibliothek gehört ebenfalls zum Museum. Das Museum sieht den Schwerpunkt seiner Arbeit in der Förderung des Gedankens der Erinnerungskultur gerade in dieser Region. Deshalb besteht eine intensive Zusammenarbeit mit anderen kleinen auch privaten Sammlungen und Museen bis zur Region Sorrent. Diesem Ziel ist auch die Gestaltung der Homepage unterworfen.

## Die Sammlung
Bei der Gründung übernahm das Museum die Lehrmaterialien des Nautischen Instituts. Die Objekte wurden seit dem 18. Jahrhundert gesammelt und repräsentieren die Entwicklung der Neapolitanischen Marine bis zur italienischen Vereinigung und die zivile Schifffahrt aus der Region und dem Golf von Neapel. Alle Schiffsmodelle sind als Schau- und Lehrmodelle gebaut und verwendet worden. Sie zeigen Großsegler, Schiffe der neapolitanischen Marine und große und kleine regionale Schiffstypen. Eine Besonderheit ist ein Großmodell eines Passagierschiffes aus dem Beginn des 20. Jahrhunderts in originaler Schauvitrine. Für den Schiffbau sind Werkzeuge und Materialproben als Anschauungsobjekte aus dem Lehrbetrieb erhalten. Die Objekte aus dem 20. Jahrhundert sind meist Geräte der Funktechnik. Aufgebaut ist eine komplette von Besuchern bedienbare Funkstation im imitierten Bordbetrieb. Weitere Ausstellungsobjekte sind nautische Instrumente vom 18. Jahrhundert beginnend und Nautiquitäten. Die ursprünglich aus dem Institut hervorgegangene Sammlung wird durch Schenkungen und Übernahmen von Sammlungen und Objekten von Privatpersonen und Firmen erweitert. Diese wünschen sich die Erhaltung der verschwindenden maritimen Erinnerungskultur aus dem Golf von Neapel.